# MTV Hits (Itálie)
MTV Hits je italský televizní kanál, který vlastní z 51% Telecom Italia Media (ze skupiny Telecom Italia) a zbývajících 49% vlastní MTV Networks Europe (ze skupiny Viacom). Tento placený kanál vysílá hlavně hudbu italských a mezinárodních hudebníků.

## Dostupnost
Tento kanál je dostupný v satelitní platformě SKY Italia (na kanále 704) a v italských IPTV TVdiFASTWEB, Alice Home TV a Infostrada TV.

## Pořady
- Hit Shaker
- Greatest Hits
- Crispy Morning
- Totally Hits
- 2 Of A Kind
- Stuck Together
- MTV Live
- The Fabolous Life Of
- Top 20 Most Played
- The Euro Chart
- The Boys' Chart
- The Girls' Chart
- Videography
- Crispy Time
- Lost In Translation
- Hits Non Stop
- The IT Chart